# Ретрофлексія
Ретрофлексія (лат. retroflectio — «звернення назад до себе») — один з захисних механізмів в ґештальт-терапії. Замість впливу на навколишній світ і зміни обставин, людина змінює саму себе, робить відносно себе дії, які вона хотіла б спрямувати на іншу людину.

## Виникнення і розвиток ретрофлексії
Виникнення ретрофлексії пов'язане з недостатньою увагою до дитини, в результаті чого у неї формується переконання, що ніхто не може подбати про неї, крім неї самої, і як наслідок, змінюється спрямованість емоцій: людина звертає їх до себе. Відбувається це в ситуаціях, коли близькі люди дитини ворожі або байдужі до неї. Її ніхто не втішає, вона позбавлена ніжності і турботи. Вона вчиться сама себе підтримувати і нікого про це не просить. У більш дорослому віці вона готує собі з любов'ю, купує собі одяг, машини, ретельно підбирає собі оточення. Але інтроективне переконання, що ніхто не може про неї подбати, заважає усвідомити, що це не так. Згодом цей механізм переходить від самокорекції до сковування, зосередження всієї енергії людини на саму себе. В результаті вона вчиняє дії спрямовані до себе, які планувала здійснити відносно інших людей.
Дуже детально цей механізм описав Ф. Перлз. Особистість людини, для якої характерна ретрофлексія, поділяється на дві складові: одна впливає на іншу. У нормальному функціонуванні психіки стримування деструктивних імпульсів — нормальне явище. При ретрофлексії відбувається їх звернення до самого себе. Для цього виду психологічного захисту характерне застосування індивідом займенника «я», коли маються на увазі «вони» і навпаки, а також використання поворотного займенника «собі» або «себе». Особистість ніби складається не з «Его» і «Суперего», а з «я» і «не-я» (себе і о́бразу себе). Людина при цьому виявляється нездатною відрізнити одне від іншого. У поведінці людини, для якої характерний цей механізм, з'являються нав'язливі дії, шкідливі звички (бити себе, гризти нігті).
Тобто, людина може розділяти себе на спостерігача і на того, за ким спостерігають. Виявлятися це може в тому, що людина починає розмовляти сама з собою, в нездоровому почутті гумору — вона ніби дивиться до себе з боку і розуміє всю безглуздість своєї поведінки. Наслідком є постійне почуття сорому або зніяковілості. Розщеплення, що викликається ретрофлексією, провокує стрес, тому що вся енергія залишається всередині і не отримує виходу.
Система «повинен» нібито знає краще, що потрібно індивіду, але по факту заподіює страждання і сковує. При цьому засудження себе заподіює біль людині протягом усього його життя.
Коли ретрофлексія стає хронічною, вона перетворюється на патологію. В цьому випадку вона призводить до постійного придушення внутрішніх імпульсів. Цей вид захисту може стати причиною багатьох соматизація. Патологічною особливістю характеру вона стає, коли ступор між протилежними прагненнями людини є постійним. При цьому відбувається відмова від дії замість природної затримки поведінки. Втрата рівноваги між спонтанною поведінкою і самоконтролем розщеплює особистість людини на частини.

## Втручання
Рух до зростання відбувається у вигляді перерозподілу енергії, розтині процесу внутрішньої боротьби, переклад її з неусвідомлюваного рівня на усвідомлений. Звільняючись, внутрішня енергія спрямовується на зовнішній світ, при цьому повинен бути сформований набір відповідних ефективних дій для заміни старих моделей поведінки. Процес стає більш ефективним при роботі з диханням, пізнанням себе і когнітивних ключів, інтроекцій, які заважають вільному прояву емоцій. Потрібно дати усвідомлення, що заборона необхідна в тих питаннях, які занадто складні, щоб вирішувати їх спонтанно (вибір професії, вибір чоловіка або дружини, рішення складної математичної задачі). Гальмування буде зайвим при прийнятті рішення — на який фільм піти або чим зайнятися поточним ввечері.
Існує два рівня опору змінам. Людина або переносить на себе те, що потребує або взагалі не звертає уваги на свої потреби. Вона сама для себе недоступна, не може бути добрим для себе.

## Трансформація
Для звільнення від ретрофлексії, людині доведеться усвідомити свої пози, жести, міміку. Якщо він усвідомлює, що відбувається в його внутрішньому світі, його енергія готова перетворитися в реальну дію, фантазію. Для кращого усвідомлення, при роботі з терапевтом, потрібне особливе звернення уваги на жести і внутрішні переживання людини.

## Прояви
1. Затримка дихання.
2. «Проковтування» почуттів.
3. М'язові прояви, такі як кусання губ або, наприклад, ситуації, коли людина задихається.
4. Зміна тону і кольору шкіри в місцях, де виникають блоки.
5. Положення тіла.
6. Скарги на психосоматичні хвороби і/або депресію.
7. Нав'язливі дії, шкідливі звички (бити себе, гризти нігті).

## Приклади прояву ретрофлексії

### У культурі
- Яскравим прикладом прояву цього механізму захисту є персонаж твору Едгара По «Вільям Вільсон». Персонаж намагається сховатися від переслідувача, який є частиною його самого. Образ невсипущого «Ока Божого» так само добре відображає суть феномену. Воно нібито завжди в курсі наших намірів і помислів. Це по суті образ «Супер-Его», яке схоже з батьківським, але є більш нещадним, ніж батьківське[1].

### Клінічні приклади
Ґештальт-терапевти Ірвін і Міріам Польстер наводять такі приклади ретрофлексії:
- Чоловік, років 30, який перехворів у дитинстві енцефалітом і отримав ускладнення, які викликали затримку розумового розвитку. В результаті він не міг довго підтримувати бесіду з людьми, так як втрачав нитку розмови. При цьому він відчував лють, говорив собі, що стає дурнішим, лаяв себе за це, усамітнювався і, розгойдуючись, щипав себе до болю[1].
- Чоловік, що описує сумну подію зі свого життя жінці, зауважує, що вона глибоко втискається в крісло, обіймаючи себе руками. Він відчуває, що з кожним наступним словом вона віддаляється. Але насправді вона відчувала потребу в підтримці і бажання підтримати, замість того, щоб обійняти його, вона стискала себе. Її бажання проявити співчуття викликало протилежну мускульну реакцію — утримати імпульс під контролем. Вся енергія попрямувала на придушення імпульсу, якого вона боялася.
- Іноді можуть стримуватися агресивні спонукання — бажання образити, вдарити, викликати ворожість. Бажання придушити злість в цьому випадку буде виражатися в напруженій застиглій позі, нерухомості щелепи.